# Acronychia rugosa
Acronychia rugosa är en vinruteväxtart som beskrevs av Thomas Gordon Hartley. Acronychia rugosa ingår i släktet Acronychia och familjen vinruteväxter. Inga underarter finns listade i Catalogue of Life.